# پیکرد ۱۷۸۰۰۸
سیارک ۱۷۸۰۰۸ (به انگلیسی: 178008 Picard، نامگذاری:2006QQ137) صد و هفتاد و هشت هزار و هشتمین سیارک کشف شده‌است که در ۳۰ اوت ۲۰۰۶ کشف شد.